# Spinuș de Pomezeu, Bihor
Spinuș de Pomezeu este un sat în comuna Pomezeu din județul Bihor, Crișana, România.

## Demografie
Are aproximativ 300 locuitori și aparține de comuna Pomezeu. Satul este populat exclusiv de români. 

 Acest articol despre o localitate din județul Bihor este deocamdată un ciot. Puteți ajuta Wikipedia prin completarea lui.